# Happy: un conte sobre la felicitat
 Happy: un conte sobre la felicitat (original: Happy-Go-Lucky) és una pel·lícula britànica dirigida per Mike Leigh, estrenada el 2008 i doblada al català.

## Argument[2]
Tot és bonic i rosa en la vida de Poppy, jove institutriu. Aprèn a conduir amb un esquerp als antípodes de la seva alegria de viure: xoc de mentalitats i de visions del món. Fa també cursos de flamenc amb una professora boja, s'emborratxa amb les amigues, s'agafa la vida sistemàticament pel bon costat. De cop, és «subversiva», «pertorbadora » i « incitadora » per aquells que no poden compartir tanta frescor i fantasia: la seva germana embarassada que exigeix que tothom envegi el seu estat, un llibreter bocamoll, etc. Un dia, Poppy coneix Tim, a la feina, amb qui se senten de seguida a la mateixa longitud d'ones. Es tracta d'una faula sobre les nostres relacions al món.

## Repartiment
- Sally Hawkins: Poppy, institutriu
- Eddie Marsan: Scott, l'esquerp monitor d'autoescola
- Alexis Zegerman: Zoe, copropietària i amiga millor de Poppy
- Samuel Roukin: Tim, l'ajudant social que es lliga la Poppy
- Andrea Riseborough: Dawn
- Sinead Matthews: Alice
- Kate O'flynn: Suzy, la germana de Poppy, embarassada
- Karina Fernandez: la professora de flamenc
- Sarah Niles: Tash
- Joseph Kloska: l'amic de Suzy
- Sylvestra El Touzel: Heather
- Nonso Anozie: Ezra, el kiné negre
- Jack Macgeachin: Nick
- Elliot Cowan: el llibreter

## Premis i nominacions

### Premis
- 2008. Os de Plata a la millor interpretació femenina per Sally Hawkins
- 2009: Globus d'Or a la millor actriu musical o còmica per Sally Hawkins

### Nominacions
- 2008. Os d'Or
- 2009. Oscar al millor guió original per Mike Leigh
- 2009: Globus d'Or a la millor pel·lícula musical o còmica
- 2009. Gaudí a la millor pel·lícula europea